# Pepín el Jorobado
Pepín el Jorobado, també coneguda com a Pepín el Jorobado o el hijo de Carlomagno és la primera peça dramàtica publicada per Víctor Balaguer el 1838, en llengua castellana. El títol complet era Pepín el Jorobado. Drama histórico. En cuatro actor dividido en seis cuadros. Por un joven catalán. Balaguer no va signar l'obra, que es va imprimir a la Impremta Ignacio Oliveras de Barcelona el 1841. El llibre tenia un total de 69 pàgines, sense cap pròleg. A l'obra apareixen 16 personatges majors i d'altres de menors.

## Anàlisi
L'obra tracta d'un relat històric ambientat en l'edat mitjana, amb una clara finalitat didàctica. Un dels objectius de Víctor Balaguer era fer arribar les llegendes romàntiques catalanes al gran públic.